# Festival Mawazine
O Festival Mawazine é um evento anual destinado à celebração da música mundial. Ocorrendo na cidade de Rabat, capital do Marrocos, é composto por apresentações de artistas nacionais e internacionais. Criado em 2001 através de Mounir Majidi, o secretário pessoal do rei Maomé VI, é organizado com doações de diversas fundações situadas no país. Contendo a participação de mais de 2.6 milhões de pessoas por edição, é considerado um dos maiores festivais de música em todo o mundo. Entre as apresentações internacionais com maior público encontram-se Christina Aguilera (com 250 mil espectadores), Jennifer Lopez (com público de 160 mil), além de Rihanna e Shakira (assistidas por 150 mil pessoas).